# Juan Giménez (football)
Pour les articles homonymes, voir Juan Giménez et Giménez.
Juan Giménez, né le 27 avril 2006 à Rosario, est un footballeur argentin qui joue au poste de défenseur central au Rosario Central.

## Biographie

### Carrière en club
Né à Rosario en Argentine, Juan Giménez est formé par le Rosario Central, où il commence sa carrière professionnelle en championnat d'Argentine. 
Il joue son premier match avec l'équipe première du club le 7 avril 2024, dans le cadre de la Coupe de la Ligue 2024. Le 26 août 2024 il marque son premier but en professionnel contre l'Atlético Tucumán.

### Carrière en sélection
Juan Giménez est international junior avec l'Argentine à partir de l'équipe des moins de 17 ans.
Début 2025, il est convoqué avec l'équipe d'Argentine des moins de 20 ans pour participer au Championnat d'Amérique du Sud des moins de 20 ans qui a lieu en janvier et février 2025,. L'Argentine termine à la deuxième place de la compétition, derrière un Brésil qu'elle avait pourtant humilié 6-0 en ouverture,, l'Argentine restant en tête du championnat jusqu'à la dernière journée, où elle s'incline 3-2 contre le Paraguay de Luca Kmet et Diego León, leur première défaite de la compétition,,.

## Palmarès
Argentine -20 ans
- Championnat d'Amérique du Sud
  - Vice-champion en 2025